# 箱根駒岳索道線
箱根駒岳索道（日语：／ hakone komgatake rōpuwei）是日本神奈川縣足柄下郡箱根町境內一條連接蘆之湖與駒之岳的往复式索道，由西武集團旗下王子飯店營運。駒之岳山頂可飽覽富士山、蘆之湖以及駿河湾一帶的景色，因此吸引許多遊客利用前往參觀。另同集團的箱根駒岳纜車在2005年起癈線，故此目前是前往駒之岳山頂的唯一交通手段。

## 路線及車站
索道全長1,783米，全線位於神奈川縣箱根町境內，由箱根園站出發往駒岳山頂站全程需時約7分。
索道從蘆之湖畔的箱根園出發，連接箱根火山中央口的駒之岳（海拔1,327米）。山頂還設有祭祀靈峰神山的箱根神社元宮，於1964年由西武集團的創辦人堤康次郎捐獻重建。
| 站名              | 營業距離 | 接續路線                                                                |
| ----------------- | -------- | ----------------------------------------------------------------------- |
| 箱根園 （）       | 0.000    | 伊豆箱根巴士、小田急箱根高速巴士 伊豆箱根鐵道：蘆之湖遊覽船（箱根園港） |
| 箱根駒岳山頂 （） | 1.783    |                                                                         |

## 歷史
- 1963年4月27日，箱根駒岳索道開業。[1]
- 1986年10月，車廂更新。[1]
- 1990年7月，自動列車運行系統啓用[1]
- 2016年2月1日，西武集團事業群重組，駒岳索道業務從伊豆箱根鐵道移交王子飯店管理。[2]
- 2023年6月25日起進行維修保養, 暫時停止運作。[3]

## 周遊券
箱根旅助通票
索道屬於西武系設施，可透過伊豆箱根鐵道發行的「箱根旅助通票」（箱根旅助け）套票任意搭乘，購買同集團「箱根巴士周遊券」（箱根バスフリー）的旅客也可憑票券以優惠價購票。
箱根周遊券
「箱根周遊券」（箱根フリーパス）為小田急集團發行的套票，可以自由利用小田急系設施，於西武鐵道各站亦有販售。雖該票券無法任意搭乘西武集團的駒岳索道，但可憑票券以優惠價乘車。